# Hazard (Kentucky)
Hazard település az Amerikai Egyesült Államok Kentucky államában, Perry megyében, melynek megyeszékhelye is. Lakosainak száma 5263 fő (2020. április 1.).

## Népesség
A település népességének változása:

| 2010 | 4 456 |
| 2020 | 5 263 |